# Bogdan Kobúlov
Bogdan Zakhàrovitx Kobúlov (Богда́н Заха́рович Кобулов) (Tbilisi, 1 de març de 1904 – Moscou, 23 de desembre de 1953) va ser un polític i cap de l'NKVD, la policia secreta soviètica, comissionat de la Seguretat Pública (des del 4 de febrer de 1943) i coronel general des del 9 de juliol de 1945. Era un dels membres del cercle íntim de Lavrenti Béria. El seu germà va ser Amaiak Kobúlov.

## Biografia
Kobúlov va néixer a Tbilisi, fill d'un sastre armeni. S'afilià a l'OGPU el 1931, treballant conjuntament amb Béria i ocupant diversos comandament a la Policia Secreta de la GRU a Geòrgia.
Va ser membre candidat al Comitè Central del Partit Comunista (18è i 19è Congressos), i va ser Adjunt al Soviet Suprem de l'URSS en la segona convocatòria.
Ocupà diversos càrrecs de comandament a l'NKVD, la policia secreta soviètica, fins a ser l'home de confiança de Béria. Com a cap de la Branca d'Investigació de l'NKVD entre desembre de 1938 i setembre de 1939 va ser un dels principals organitzadors de la política del terror (s'encarregà personalment de l'eliminació de l'ambaixador soviètic a la Xina i la seva esposa, que serien torturats a la presó de la Lubianka). Més tard seria cap de la Gestió Econòmica de l'NVVD. El 1944, durant una operació per deportar els txetxens i els ingúixos, va rebre l'orde de Suvórov de 1a classe. El 13 d'abril de 1944 va dirigir les operacions de neteja d'elements antisoviètics a Crimea, expulsant els suposats sequaços alemanys (tàrtars de Crimea, búlgars, grecs i armenis). Posteriorment dirigiria els desallotjaments de turcs, kurds i khemxins. Des de 1946 va ser Director Adjunt dels Actius Soviètics a l'estranger. Al març de 1953 va ser nomenat viceministre de l'Interior de la Unió Soviètica.
Amb la caiguda de Béria, Kobúlov també va ser detingut el 27 de juny de 1953. Va ser considerat culpable de múltiples càrrecs, incloent-hi espionatge i conspiració per aconseguir el poder, i el van sentenciar a mort i afusellar el 23 de desembre de 1953.